# (23740) 1998 KP3
1998 كي بي 3 (ويعرف أيضًا باسم (23740) 1998 كي بي 3 وفق تسمية الكوكب الصغير) (بالإنجليزية: 1998 KP3)‏ هو كويكب ضمن حزام الكويكبات؛ وترتيبه 23740 من حيث الاكتشاف.
اكتُشف هذا الجُرم الفلكي بواسطة Frank B. Zoltowski ‏ في 25 مايو 1998.

## وصلات خارجية
- (23740) 1998 KP3 في قاعدة بيانات مختبر الدفع النفاث لأجرام النظام الشمسي الصغيرة

- الاكتشاف · مخطط المدار ·  العناصر المدارية · المعلمات المادية

- (23740) 1998 KP3 على موقع ويكي سكاي: DSS2, SDSS, GALEX, IRAS, Hydrogen α, X-Ray, Astrophoto, Sky Map, Articles and images